# Dropkick Murphys
Dropkick Murphys és una banda estatunidenca de música folk punk formada a Quincy (Massachusetts), el 1996.
Els Dropkick Murphys van començar a tocar junts al soterrani de la barberia d'un amic. En descobrir que estaven creant un so innovador i divertit, van decidir convertir-se en banda.
La banda toca folk punk amb arrels celtes, emprant música tradicional irlandesa barrejada amb hardcore i street punk.
Les seves referències musicals inclouen bandes com The Pogues, The Clash, The Who i AC/DC.
La banda va trobar el seu major èxit comercial amb la cançó "I'm Shipping Up to Boston", que apareixia en la pel·lícula The Departed de Martin Scorsese, premi Oscar a la millor pel·lícula l'any 2006.